# یواس‌سی‌جی‌سی دورابل (دبلیوام‌ئی‌سی-۶۲۸)
یواس‌سی‌جی‌سی دورابل (دبلیوام‌ئی‌سی-۶۲۸) (به انگلیسی: USCGC Durable (WMEC-628)) یک کشتی بود که طول آن 210' 6" بود. این کشتی در سال ۱۹۶۷ ساخته شد.